# Mary Victoria Douglas-Hamiltonová
Mary Victoria Douglas-Hamiltonová, také známá jako Lady Mary Victoria Hamilton (11. prosince 1850 Hamilton – 14. května 1922 Budapešť) se narodila v Lanarkshire ve Skotsku. Byla prababičkou monackého knížete Rainiera III., módního návrháře Egona von Fürstenberg, herečky Iry von Fürstenberg a Karla Schwarzenberga. Narodila se jako dcera Williama Douglase-Hamiltona a Marie Amélie Bádenské. Přes babičku z matčiny strany byla sestřenicí z třetího kolene Napoleona III., sestřenicí saské královny Karoly, portugalské královny Stefanie, rumunského krále Karla I. a flanderské hraběnka Marie (matka Alberta I. Belgického).

## Život
Narodila se na venkovském sídle ve skotském Hamiltonu jako nejmladší potomek a jediná dcera vévody Williama Hamiltona (1811–1863) a jeho manželky Marie Amélie Bádenské (1817–1888).
Poprvé se provdala 21. září 1869 v Château de Marchais za prince Alberta Monackého. Několik měsíců po svatbě, v té době těhotná, svého manžela opustila a odjela za příbuznými do Baden-Badenu, kde porodila syna Ludvíka. Manželství bylo církví 3. ledna 1880 anulováno. 
Podruhé se provdala 2. června 1880 za uherského magnáta Taszila Festeticse. Měli spolu čtyři děti:
1. Mária Matild Georgina Festetics de Tolna (24. května 1881 – 2. března 1953)
2. György Tasziló József Festetics de Tolna (4. září 1882 – 4. srpna 1941)
3. Alexandra Olga Eugénia Festetics de Tolna (1. března 1884 – 23. dubna 1963)
4. Karola Friderika Mária Festetics de Tolna (17. ledna 1888 – 21. ledna 1951)

Při mnoha příležitostech se Mary s manželem bavila se svým bratrem a jeho velkým přítelem, princem z Walesu.

## Tituly a oslovení
- 11. prosince 1850 – 21. září 1869: Lady Mary Victoria Douglas-Hamilton
- 21. září 1869 – 3. ledna 1880: Její Jasnost dědičná monacká princezna
- 3. ledna 1880 – 2. června 1880: Lady Mary Victoria Douglas-Hamilton
- 2. června 1880 – 21. června 1911: hraběnka Mary Victoria Festetics de Tolna
- 21. června 1911 – 14. května 1922: Její Jasnost princezna Mary Victoria Festetics de Tolna